# Успенское сельское поселение (Волгоградская область)
Успе́нское се́льское поселе́ние — муниципальное образование в составе Нехаевского района Волгоградской области.
Административный центр — хутор Успенка.

## История
Успенское сельское поселение образовано 18 ноября 2004 года в соответствии с Законом Волгоградской области № 977-ОД.

## Население
| 2010 | 2012 | 2013 | 2014 | 2015 | 2016 | 2017 |
| ---- | ---- | ---- | ---- | ---- | ---- | ---- |
| 427  | ↘417 | ↘402 | ↘382 | ↘377 | ↘363 | ↗370 |
| 2018 | 2019 | 2020 | 2021 |      |      |      |
| ↘356 | ↘355 | ↘338 | ↘334 |      |      |      |

## Состав сельского поселения
| № | Населённый пункт | Тип населённого пункта        | Население |
| - | ---------------- | ----------------------------- | --------- |
| 1 | Дрягловский      | хутор                         | 12        |
| 2 | Успенка          | хутор, административный центр | 415       |